# Parmena unifasciata
Parmena unifasciata är en skalbaggsart som först beskrevs av Rossi 1790.  Parmena unifasciata ingår i släktet Parmena och familjen långhorningar.
Artens utbredningsområde är Frankrike. Inga underarter finns listade i Catalogue of Life.